# Crni labud (1942.)
Crni labud (eng. The Black Swan) je američki pustolovni film iz 1942. s piratskom tematikom.

## Sadržaj
Nakon što Engleska i Španjolska sklope mir, slavni bukanir Henry Morgan (Laird Cregar) odluči prestati s gusarenjem protiv Španjolaca. Za nagradu, postaje guverner Jamajke, sa zadatkom da očisti Karibe od svojih bivših piratskih kolega, koristeći i silu ako bude potrebno. Smjenjuje bivšeg guvernera, lorda Denbyja (George Zucco), ali ne vjeruju mu ni ugledni građani Port Royala, a ni pirati.
Kapetan Jamie Waring (Tyrone Power) i njegov zamjenik Tom Blue (Thomas Mitchell), odlučuju odustati od svog "zanata" iz poštovanja prema Morganu, ali ostali iz Piratskog bratstva, kao kapetan Billy Leech (George Sanders), zapovjednik broda Crni labud, i kapetan Wogan (Anthony Quinn), odbijaju prestati s pljačkama. U međuvremenu, Waringu se svidi Denbyjeva kćer Margaret (Maureen O'Hara), koja je protiv svoje volje zaručena za engleskog velikaša, Rogera Ingrama (Edward Ashley). Kako se poslije ispostavi, njezin zaručnik potajno opskrbljuje pirate o polascima i rutama engleskih brodova s blagom, sve radi destabiliziranja Morganovog položaja.
Kada Morgan ne uspije zaustaviti pljačke, Ingram i njegovi ga optuže da još surađuje sa svojim nekadašnjim piratskim kolegama. Morgan šalje Waringa u potragu za pravim krivcima, a ovaj pri tome otima Margaret kako bi ju "bolje upoznao".

## Zanimljivosti
- Film je utemeljen na istoimenom romanu Rafaela Sabatinija iz 1932. godine.
- U filmu se pojavljuje crna piratska zastava koja zapravo nije bila korištena sve do pred kraj 17. stoljeća.

## Galerija
- Tyrone Power kao Jamie Waring
- Maureen O'Hara kao Lady Margaret Denby
- Laird Cregar kao Sir Henry Morgan
- Thomas Mitchell kao Tom Blue
- Waring i Tom Blue
- George Sanders kao Kapetan Billy Leech
- Crni labud
- Anthony Quinn kao Wogan